# Laird szkocki
Laird (szkoc. - pan, dziedzic) – tradycyjne określenie szkockich posiadaczy ziemskich.
Nie jest tytułem szlacheckim ani odpowiednikiem – mimo podobieństwa brzmienia – angielskiego lorda, gdyż stosowany jest także na określenie ziemian ze średniej szlachty, bez tytułów arystokratycznych.
Część lairdów, zwłaszcza w Wyżynnej Szkocji, wywodzi się z rodzin naczelników klanów. Często tytuł lairda jest stosowany wobec posiadaczy feudalnych, tytułowanych również baronami. Szkocki tytuł barona jest tytułem niższej szlachty i nie jest odpowiednikiem angielskiego barona – para, w Szkocji par tej, najniższej, rangi nazywany jest Lordem Parlamentu (Lord of Parliament).